# Canon de 20 mm Oerlikon
Le canon de 20 mm Oerlikon est un canon automatique produit par Oerlikon Contraves, basé sur une arme conçue par l'Allemand Reinhold Becker au début de la Première Guerre mondiale. Aux côtés du canon suédois Bofors 40 mm, le 20 mm Oerlikon fut l'un des plus importants développements de canon du XXe siècle. De nombreuses variantes de ce canon - au sol (fixe ou tracté), sur des navires et des aéronefs - sont utilisées par les Alliés et l'Axe pendant la Seconde Guerre mondiale, et certains sont encore en service en 2025.

## Histoire

### Origines
Durant la Première Guerre mondiale, l'Allemand Reinhold Becker développe un canon de 20 mm, le canon de 20 mm Becker (en) utilisant le blowback API. Il utilise des munitions de 20 × 70 mm et possède une cadence de tir de 300 coups par minute. Il est surtout utilisé monté sur des avions et comme canon antiaérien vers la fin de la guerre.
En raison du traité de Versailles, qui bannit la production de telles armes en Allemagne, les brevets et les dessins sont transférés en 1919 à la firme suisse SEMAG (Seebacher Maschinenbau Aktien Gesellschaft), basée près de Zurich. SEMAG améliore l'arme et en 1924, elle met en production le SEMAG L, une arme lourde (43 kg) qui tire des munitions plus puissantes (20 × 100 mm) à une cadence légèrement plus élevée de 350 coups par minute.
Cette même année, SEMAG fait faillite. La firme Oerlikon (nommée d'après l’ancienne commune d'Oerlikon, intégrée à Zurich en 1934, où elle est basée) acquiert alors les droits sur l'arme, ainsi que les usines et les employés de SEMAG.

### Oerlikon

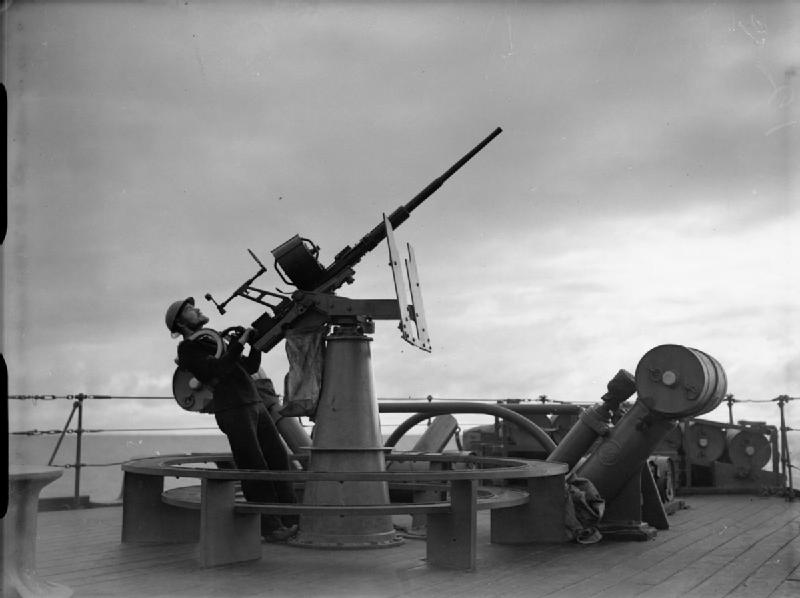
L'Oerlikon 20 mm (en position de tir anti-aérien à 45 °) à bord du en 1942

En 1927, l'Oerlikon S est ajouté à la ligne de production. Il tire des munitions encore plus grosses (20 × 110 mm) et atteint une vitesse à la bouche de 830 m/s (contre 490 m/s pour le canon original de Becker). En contrepartie, la cadence de tir est réduite (280 coups par minute). Le but de cette version est d'améliorer les performances du canon en tant qu'arme antichar et antiaérienne, ce qui requiert une vitesse à la bouche plus élevée.

### Seconde Guerre mondiale
Le canon Oerlikon de 20 mm a été particulièrement utilisé dans les marines de guerre.
Initialement, la Royal Navy n'était pas favorable à ce canon pour la défense aérienne rapprochée. Durant les années 1937-1938, Lord Louis Mountbatten, alors capitaine de vaisseau dans la Royal Navy, a tenté de convaincre le haut-commandement d'évaluer les capacités de ce canon, en vain. La donne changea lorsque l'amiral Roger Backhouse, alors commandant en chef de la Home Fleet, fut nommé First Sea Lord. Au cours de la première moitié de 1939, un contrat pour 1 500 canons produits en Suisse a été conclu. Toutefois, en raison de retards, puis de la chute de la France en juin 1940 seulement 109 canons ont été livrés au Royaume-Uni. Tous les canons Oerlikon importés de Suisse en 1940 ont été montés sur différents affûts pour servir de canons antiaériens terrestres. Quelques semaines avant la chute de la France, Oerlikon approuva la fabrication de ces canons au Royaume-Uni sous licence. La Royal Navy réussit à acheminer clandestinement de Zürich les plans et les documents nécessaires. La production des premiers canons Oerlikon britanniques a commencé à Ruislip, dans la banlieue de Londres à la fin de 1940. Les premiers canons ont été livrés à la Royal Navy en mars ou avril 1941.
Le RAF Regiment utilisa massivement le Oerlikon. Il était le principal armement des squadrons de DCA légère en Afrique du Nord, au Moyen-Orient, en Italie et en Europe de l'Ouest jusqu'à l'introduction du canon 40 mm Bofors L/60 de 1943. De nombreux squadrons continuèrent à l'utiliser jusqu'à la fin de la guerre aux côtés du Bofors. Les squadrons opérant en Extrême-Orient étaient équipés exclusivement du 20 mm Oerlikon.

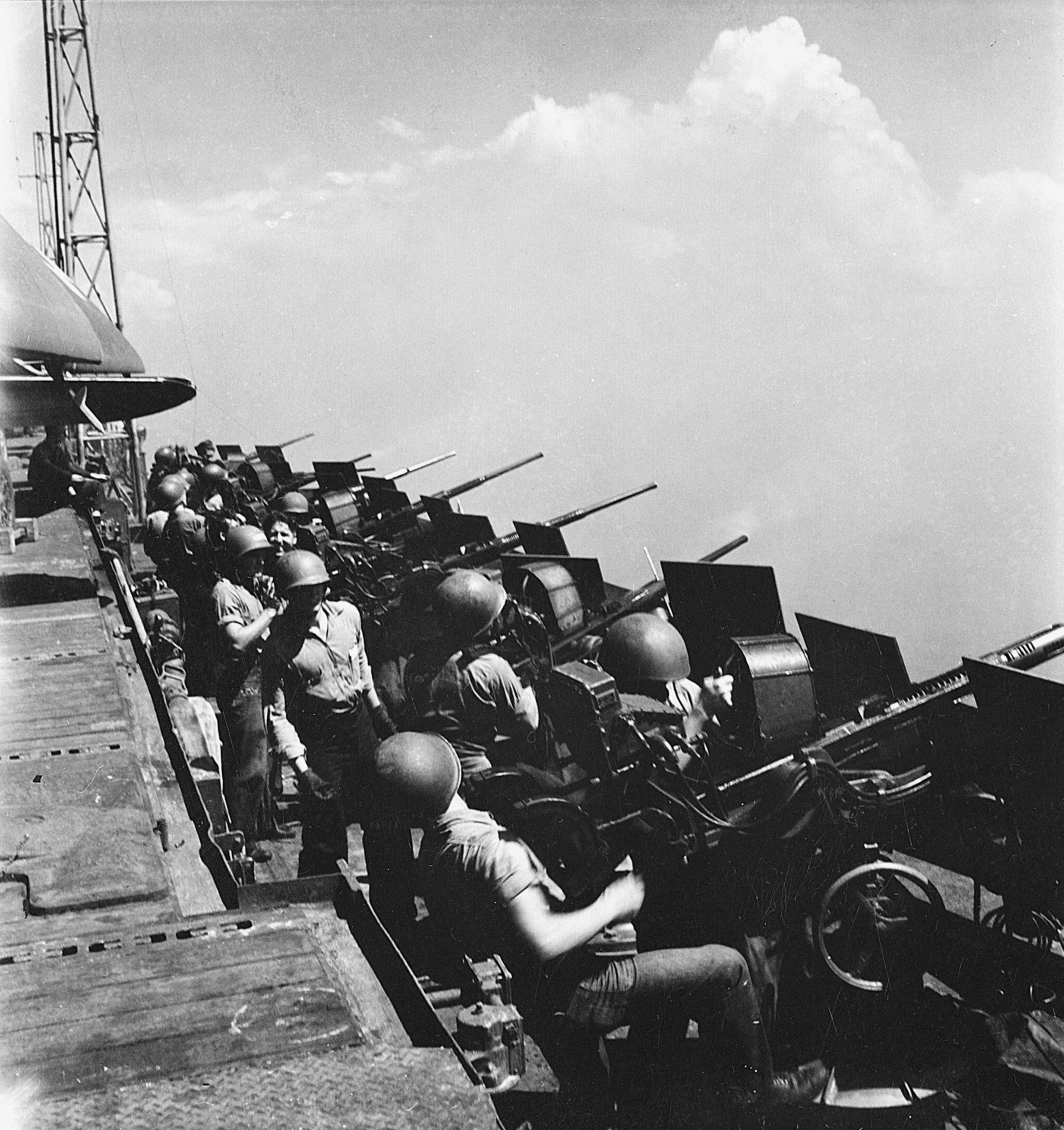
Alignement de canons 20 mm Oerlikon à bord du en février 1945.

Les canons de 20 mm Oerlikon conçus par Oerlikon furent l'une des armes antiaériennes les plus produites durant la Seconde Guerre mondiale. Les États-Unis en fabriquèrent 124 735 à eux seuls principalement utilisés au sein de l'US Navy. Lors de son introduction en 1941, ce canon remplaça en partie les mitrailleuses M2 de 12,7 mm et resta la principale arme antiaérienne jusqu'à l'introduction du canon Bofors 40 mm en 1943. Lors de la guerre du Pacifique, 32 % des avions japonais abattus entre décembre 1941 et septembre 1944 furent attribués à cette arme avec un maximum de 48,3 % dans la seconde moitié de l'année 1942. En 1943, le nouveau système de visée Mark 14 améliora considérablement l'efficacité de ces canons. Cependant, ils se révélèrent peu efficaces contre les attaques kamikazes à la fin de la guerre et furent en partie remplacés par les canons de 40 mm.
La Marine royale canadienne a popularisé l’utilisation du canon 20 mm Oerlikon contre des cibles de surface, navires ou sous-marins, arme qui s'est avérée très efficace contre les U-Boot et les ponts de navires plus importants. Une poignée de corvettes furent équipées avec l'arme vers la fin de la guerre, mais elle dotait alors plus souvent des frégates et des destroyers.
Le Oerlikon 20 mm a également servi de base au canon polonais de 20 mm Polsten. Dessiné par des ingénieurs polonais en exil au Royaume-Uni, il devait notamment être à bas coût, 129 pièces au lieu de 250, sans pour autant être moins efficace. Cette arme a été mise en service en 1944 et sera très utilisée jusque dans les années 1950, notamment sur des chars Cromwell et les premiers modèles de char Centurion.

## Versions
- Oerlikon FF: à l'origine employait l'obus 20 × 70 RB du canon Becker, puis le plus puissant 20 × 72 RB. FF pour "Flügel Fest" car il devait être monté dans des ailes d'avion.
- Oerlikon FFL : mécaniquement similaire au FF, mais employait l'obus 20 × 100 RB
- Oerlikon S : obus plus puissant 20 × 110 RB. Masse : 62 kg. Cadence : 280 coups par minute.
- Oerlikon FFS : basée sur le S. Masse 39 kg. Cadence de 470 coups par minute.
- Oerlikon SS : basée sur le S.
- Oerlikon calibre 20 mm/85 KAA

### Versions du Royaume-Uni
- Calibre 20 mm Mk I, version de base (version Oerlikon ?), en service en 1939
- Calibre 20 mm Mk II, version (UK) développée et produite au Royaume-Uni, en service en 1941

### Versions des États-Unis
- Calibre 20 mm Mk II, version modifiée produite aux États-Unis, en service en 1941. Livrée également au Royaume-Uni dans le cadre du Lend-Lease et directement sur les navires fournit.
- 20 mm Mk III
- 20 mm Mk IV, version produite aux États-Unis

La munition utilisée est la même pour les versions britanniques Mk I et II et les versions de l'US Navy Mk II et Mk IV.
Selon le manuel (US Ordnance Phamphlet No. 911)
911. Calibre 20 mm. A.A. Gun de la US Navy datant de mars 1943 les versions des éléments de la pièce étaient les suivantes :
- 20 mm. machine gun mechanisms Marks 2 and 4 (mécaniques)
- 20 mm. gun barrels Marks 2 , 3, 4, and 4 mod 1 (canons)
- 20 mm. sight Marks 2, 4, 4 mod 1, 5 (viseurs)
- 20 mm. magazines Marks 2 and 4 (magasins)
- 20 mm. shoulder rests Marks 2, 4, 5 and 5 mod 1 (épaulières)

## Caractéristiques
Caractéristiques du 20 mm Automatique Gun MK IV américain (Oerlikon S)
- Calibre : 20 mm
- Cadence de tir : 465-480 (cycle) coups/min
- Masse du projectile : 0,119 kg
- Plafond pratique : 1 097 m
- Masse : 66,68 kg (canon seulement)
- Longueur de l'arme : 2,21 m
- Élévation : −10 à 75°
- Rotation : 360°
- Vitesse initiale : 831 m/s

## Utilisateurs

### Pays l'ayant acquis avant 1945
Australie
- Royal Australian Navy

Belgique
- Section belge de la Royal Navy: 20/70 Oerlikon Mk II/IV sur les corvettes HMS Buttercup (K193) et HMS Godetia (K226), ainsi que les dragueurs de mines MMS de la 118e escadrille.
- Force navale : 20/70 Mk III

Royaume de Bulgarie
- Marine : Embarcations de débarquement Marinefährprahm (1941 - 1944), barges capturées par les soviétiques en 1944[2].

Canada
- Marine royale canadienne

Danemark
- Marine royale danoise : calibre 20 mm Mk M/42 LvSa & LvSa2 (de 1945 à 2004), appellation avant 1952: 20 mm RK L/65 M/42, produits sous licence aux États-Unis[3]

États-Unis
Fabriqués sous le nom de "20 mm Automatique Gun MK IV"
- US Navy
- US Marines
- US Army

Espagne
France
- Notamment fabriqués en France sous le nom de "2 cm mitrailleuse C.A. Oerlikon"
- Forces navales françaises libres : 20/70 Oerlikon Mk II/IV sur les navires suivants : bâtiment hydrographique Amiral Mouchez modernisé en 1941-1942, Classe River (frégate) reçue en 1943 - 1944, sous-marins Rubis et Perle de la classe Saphir modernisés en 1943 - 1944, sous-marins de la classe Argonaute modernisés en 1943 - 1944, sous-marins de la classe Diane modernisés en 1943. Corvettes de la classe La Malouine modernisées en 1945.
- Marine nationale :
- Gardes-Côtes : 1945: classe de patrouilleurs légers VP1 : 2 x 20/70

Empire du Japon
Fabriqués au Japon :
- Type 99 Modèle 1 (Oerlikon FF)
- Type 99 Modèle 2 (Oerlikon FFL), avec obus 20 x 101 RB
- 2 canons Type 99 arment le Mitsubishi A6M Zéro

Grèce
- Marine de guerre hellénique

Italie
Canon de calibre 20 mm Scotti
Norvège
- Marine royale norvégienne : 20/70 Oerlikon Mk II (1939)

Nouvelle-Zélande
- Royal New Zealand Navy

Pays-Bas
- Marine royale néerlandaise

Pologne
- Marine Polonaise: 20/70 Oerlikon Mk II/IV sur d'anciens navires de la Royal Navy

Roumanie
- Marine militaire roumaine

Royaume-Uni
Fabrication sous licence
- 20/70 Oerlikon Mk II/IV. Ce canon a équipé une grande partie des navires britanniques
- Royal Navy : Oerlikon calibre 20 mm/85 KAA en service
- British Army :
- Merchant Navy (United Kingdom) : bateaux marchands armés de 20/70 Oerlikon Mk II/IV

Suisse
- Oerlikon calibre 20 mm 1938: 1 472 pièces en tout. 8 commandés en juin 1937, 28 autres livrés en juin 1938. Fin 1939 l'armée suisse en possédait 131 principalement utilisés dans six batteries de DCA 20 (22-27). En 1941 il y avait 59 batteries de DCA légère avec 520 canons de calibre 20 mm et 370 télémètres. En tout l'armée a possédé 1 472 pièces Oerlikon de calibre 20 mm 1938.
- Canon de DCA 43 /44 de calibre 20 mm Oerlikon: Année 1943. Calibre : 20 mm. Portées aéronefs lents (hélico) : 2 500 m. Portées aéronefs rapides : 1 500 m. Cadence de tir : 630 coups/min. Tractés par véhicule. Tous retirés du service en 1992.
- Canon de DCA 54 Oerlikon de calibre 20 mm[4], 10 ILa /5TG, GAI-BO1 1 250 pièces. Année: 1954. Masse : 0,547 t. Servants : 3 hommes. Calibre : 20 mm. Portées aéronefs lents (hélico) : 2 000 m. Portées aéronefs rapides : 1 500 m. Portée horizontale : 5 700 m. Cadence de tir : 1 000 coups/min. Chargeurs : chargeur en tambour de 20 ou 50 cartouches ou boîte de 8 cartouches. Unité de feu : 4 pièces. Tous retirés du service en 1992.
- Canon DCA tritube 43 /57 de calibre 20 mm Oerlikon: masse : Année 1957. Masse : 0,37 t ?. Servants : 6 hommes. Calibre : 3 20mm. Portées aéronefs lents (hélico) : 2 500 m. Portées aéronefs rapides : 1 500 m. Cadence de tir : 3 × 630 coups/min.

Troisième Reich
- z 36 de calibre 20 mm Oerlikon AA gun, Mod 1934
- canon MG FF : plusieurs versions modifiées du Oerlikon FF fabriquées en grand nombre par Ikaria Werke Berlin.
- Messerschmitt Bf 109

URSS
- Armée rouge
  - Marine soviétique : dès 1942

Yougoslavie
- Marine

### Pays l'ayant acquis après 1945
Afrique du sud
- Marine sud-africaine

Allemagne
Arabie Saoudite
- Marine royale saoudienne

Argentine
- Marine argentine
- Armée de terre argentine : Oerlikon GAI-BO1 de calibre 20 mm montés sur environ 114 M113

Autriche
- Marine fluviale autrichienne : 20/90 Oerlikon SPz Mk 66 sur le navire de patrouille fluviale Niederösterreich (1970)

Bangladesh
- Marine bangladaise

Chili
- Marine chilienne

Corée du Sud
- Marine de la République de Corée[5].

Égypte
- Marine égyptienne

Équateur
- Marine équatorienne

Israël
- Marine israélienne

Inde
- Marine indienne

Iran
- Marine iranniene[6].

Royaume d'Italie
- Marine royale : automne 1943

Japon

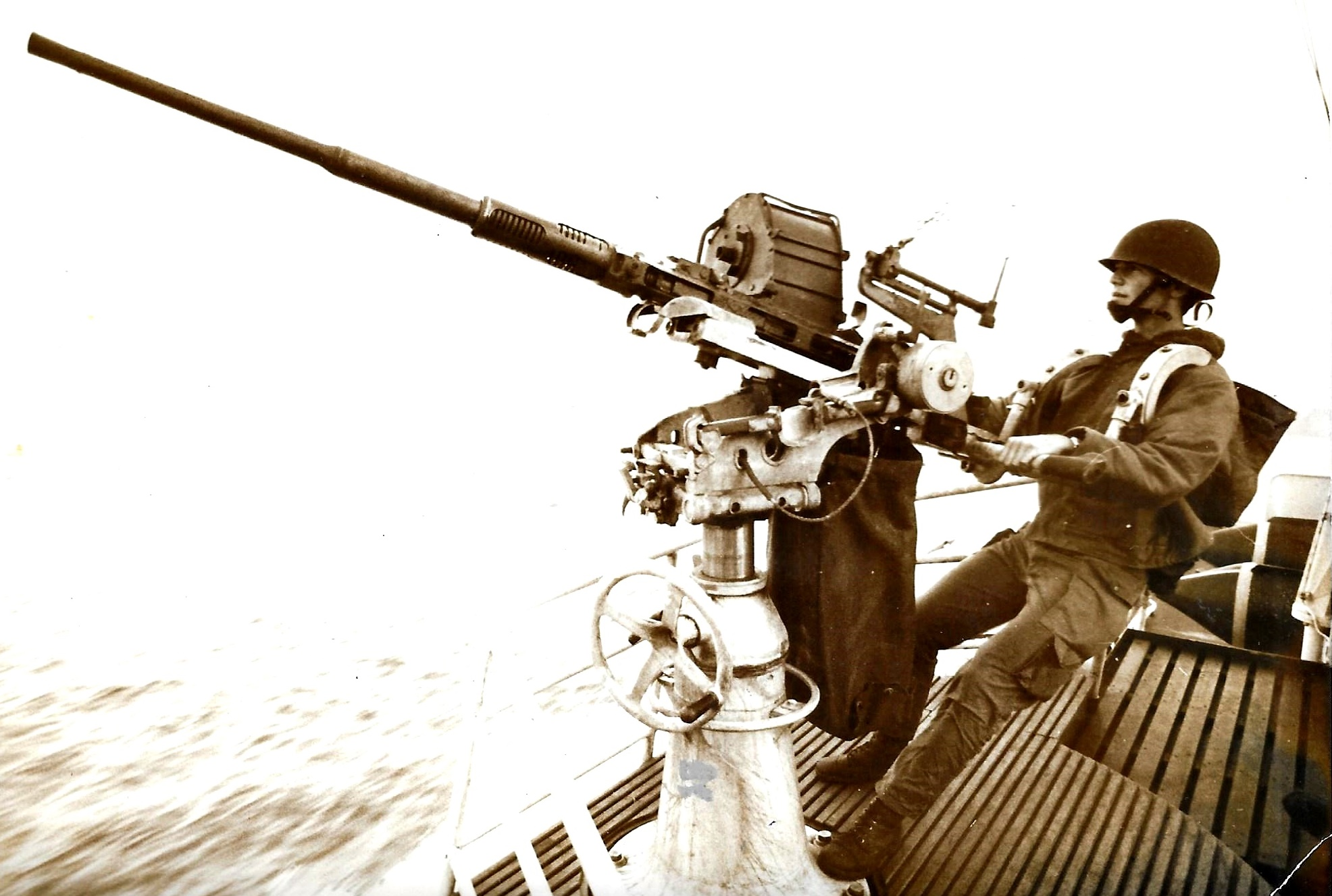
Un canon de calibre 20 mm Oerlikon installé sur un patrouilleur Sa'ar IV israélien en 1973.

- Force maritime d'autodéfense japonaise : :
- Garde côtière du Japon : en service sur les classes de navires suivantes : Brise-glace Sōya (icebreaker), patrouilleurs Tsugaru (PLH Patrol Vessel Large With Helicopter) et Shiretoko-class patrol vessel (PL Patrol Vessel Large)

Koweït
- Gardes-côtes : sur les patrouilleurs de type Al Shaheed, OPV310 et Subahi[7].

Maroc
- Marine royale : patrouilleurs des classes Lazaga (PFM), Osprey 55 (PCC), 58m B-200D (PCC) et OPV-64 (PCC), Landing Craft Tank EDIC

Mauritanie
- Marine mauritanienne

Pérou
- Marine péruvienne

Philippines
Portugal
- Marine portugaise : 20/70 Oerlikon Mk II/IV sur d'anciens navires de la Royal Navy

Thaïlande
- Marine royale

Taïwan
- Marine de la République de Chine

Turquie
- Sur le sous-marin Yıldıray de classe Unterseeboot U-A lancé en 1946[8].

Venezuela
- Marine vénézuélienne